# Jean Rhys
Jean Rhys (uttal: /ˈdʒiːn riːs/), egentligen Ella Gwendolen Rees Williams, född 24 augusti 1890 i Roseau på Dominica, död 14 maj 1979 i Exeter i Devon i England, var en brittisk författare av västindiskt ursprung. Hon är känd för bland annat romanen Wide Sargasso Sea (1966) som gavs ut på svenska som Den första hustrun (1989) och senare med titeln Sargassohavet (2006).
Rhys gav ut sin första bok 1927, en novellsamling med titeln The Left Bank and Other Stories. Hon skrev också flera romaner under 1930-talet, men tog sedan en paus från skrivandet innan hon skrev Wide Sargasso Sea som blev hennes genombrott.

## Uppväxt
Rhys föddes och växte upp i Karibien i en vit, välbärgad familj i ett samhälle där de flesta var svarta och fattigdom var vanligt. Hon flyttade till England som tonåring, 1907, och flyttade efter det aldrig tillbaka till Karibien. Känslan av att inte passa in, som hon ofta skildrar i sina böcker, upplevde hon också själv eftersom hon inte trivdes på Dominica och även blev besviken på verklighetens England efter att ha hört fantastiska berättelser om landet under sin uppväxt.

## Utmärkelser
Nedslagskratern Rhys på planeten Venus är uppkallad efter henne.

## Svenska översättningar
- Godmorgon, midnatt! (Good morning, midnight!) (översättning Annika Preis, Stegeland, 1977)
- Efter Mr Mackenzie (After leaving Mr Mackenzie) (översättning Annika Preis, Stegeland, 1977)
- Sov av sig ruset, damen!: noveller (Sleep it off, lady!) (översättning Annika Preis, Stegeland, 1978)
- Kvartett (Quartet) (översättning Britt Arenander, Tiden, 1980)
- Resa i mörker (Voyage in the dark) (översättning Britt Arenander, Tiden, 1982)
- Den första hustrun (Wide Sargasso Sea) (översättning Ingegärd Martinell, Författarförlaget Fischer & Rye, 1989). Ny upplaga med titeln Sargassohavet (Modernista, 2006)